# シリル・デセル
シリル・デセル（Cyril Dessel、1974年11月29日- ）は、フランス、ロワール県リヴ・ド・ジエ出身の自転車競技（ロードレース）選手

## 来歴
2000年にジャン・デラトゥールと契約を結んでプロ転向。
2003年、フォナックに移籍。
2005年、AG2R・ラ・モンディアルに移籍。
2006年
- ツール・メディテラネアン 総合優勝。
- ツール・ド・フランスでは第10ステージで2位に入り、同ステージ終了後にマイヨ・ジョーヌを手中（マイヨ・グランペールも同時に手中）にした。総合首位はこの1ステージのみだったが、最終総合成績でも7位に食い込んだ。
- ツール・ド・ラン 総合優勝。

2008年
- ツール・ド・フランスでは、第16ステージを勝利。総合28位となった。

2011年
- 9月14日、当年シーズン限りで現役を引退することを表明[1]。

2020年からは古巣のAG2R・シトロエンでアシスタント・スポーツディレクターを務める。